# Cabell d'àngel
Pour les articles homonymes, voir Cabell.

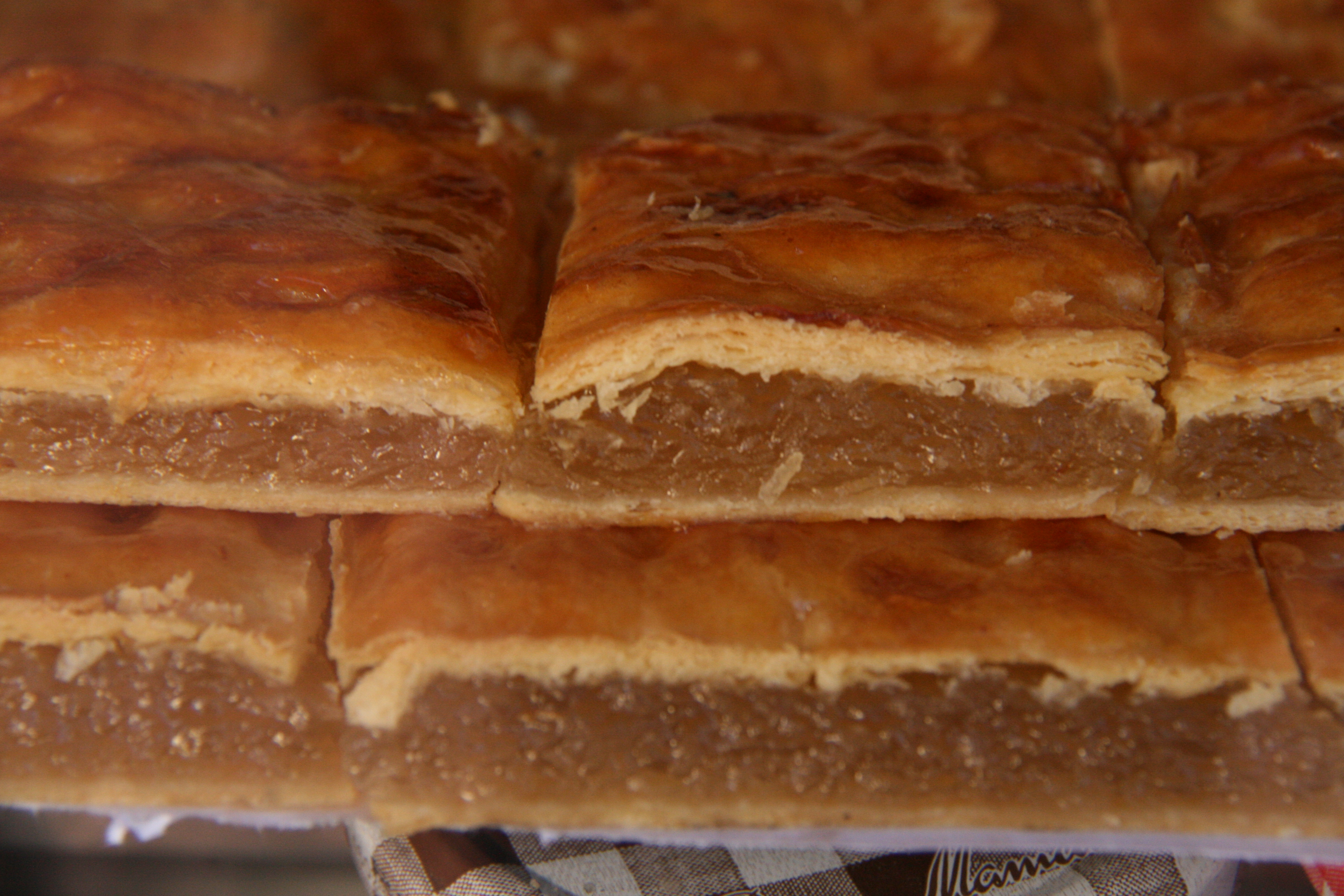
Morceaux de Bayonesa, une sorte de galette fourrée de cabell d'àngel.

Le cabell d'àngel en catalan, ou cabello de ángel en castillan (« cheveu d'ange » en français), est une confiture filandreuse originaire de Majorque réalisée à base de chair de courge (Cucurbita ficifolia et Cucurbita moschata). Elle est aussi appelée "confiture de courge" ou "confiture de cheveux d'ange". Cette spécialité est généralement utilisée en garniture de gâteaux, ensaïmadas, casquetes, cocas et tourtes.

## Préparation
La courge est bouillie avec peu d'eau jusqu'à ce que les filaments se détachent. Après avoir extrait la pulpe, on la fait cuire avec un sirop de sucre, en remuant lentement et fréquemment. A Majorque, on la fait cuire au four au lieu de la faire bouillir, ce qui permet de renforcer sa saveur. La confiture est souvent assaisonnée de cannelle, d'écorces de citron ou d'orange lors de la préparation. Le meilleur moment pour la préparation est le printemps, quand les courges sont légèrement déshydratées.